# تئاتر ارمنی
قدمت تئاتر ارمنی به قبل از دوران روم باستان می‌رسد و یکی از قدیمی‌ترین سنت‌های تئاتر اوراسیا است. در کنار تئاترهای یونانی و رومی، یکی از باستانی‌ترین تئاترهای جهان است. شکل باستانی و محبوب هنر نمایشی، درام غنایی است که تأثیر خود را بر فرهنگ عامه مردم خاور نزدیک، بالکان و آپنین گذاشته است. در این بستر فرهنگی، نمایش عرفانی و عامیانه ارمنی که با عناصر رقص آن مشخص می‌شود، شکل گرفت. اگرچه سیستم تئاتر باستانی حفظ نشده است، اما آثار زبانی خود را به جای گذاشته است.

## تاریخچه

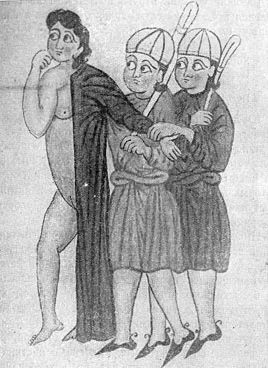
مینیاتور ارمنی با صحنه تئاتر

### تئاتر باستانی ارمنی
تئاتر ارمنستان ریشه در تئاتر یونان باستان دارد و به‌طور طبیعی از آیین‌های مذهبی باستانی تکامل یافت. در این مراسم، گوسان‌ها (نقالان حرفه‌ای) به ستایش اجداد نجیب‌زادگان در قالب اشعار طولانی می‌پرداختند. خوانندگان مرثیه یا تراژدی‌سرایان به نام وُغبرگوس شناخته می‌شدند، و کسانی که در مراسم جشن شرکت می‌کردند کاتاکاگوسان (کمدین‌ها) نامیده می‌شدند.
تاریخ تئاتر واقعی ارمنستان به حدود سال ۷۰ پیش از میلاد بازمی‌گردد. به گفته پلوتارک، نخستین تئاتر شناخته‌شده تاریخی در ارمنستان در دوران حکومت تیگران بزرگ ساخته شد. در سال ۶۹ پیش از میلاد، او یک تئاتر عمومی بزرگ در شهر دیاربکر تأسیس کرد، که چهارده سال پیش از اولین تئاتر عمومی پمپئی در رم بود.
پسر تیگران، آرتاوازد دوم، چندین تراژدی یونانی، خطابه و تفاسیر تاریخی نوشت که تا قرن دوم میلادی باقی ماندند. آرتاوازد دوم دومین تئاتر عمومی دائمی ارمنستان را در پایتخت قدیمی آرتاشات ساخت. در این تئاتر، تراژدی‌های اوریپید و کمدی‌های مناندر به‌طور منظم اجرا می‌شدند. آرتاوازد به عنوان اولین نمایشنامه‌نویس و کارگردان تئاتر کلاسیک ارمنی شناخته می‌شود. پلوتارک اشاره می‌کند که نمایش باخای اوریپید به کارگردانی آرتاوازد در سال ۵۳ پیش از میلاد در این تئاتر به اجرا درآمده است.

### تئاتر ارمنی در قرون وسطی
پس از پذیرش مسیحیت به عنوان دین دولتی در سال ۳۰۱ و تقویت حکومت استبدادی، مخالفت کلیسا با هنر تئاتر آشکار شد. به عنوان مثال، خطبه‌های کاتولیکوس هوهانس مانداکونی (قرن پنجم) که هنر تئاتر را هدف قرار داده است، به خوبی مستند است.
با این حال، تولیدات تئاتری بر اساس آثار درام‌نویسان باستانی مانند مناندر و اوریپید به همراه اجراهای کمدین‌ها و تراژدی‌سرایان ارمنی ارائه می‌شد. هوهان مانداکونی تأیید کرد که بر اساس مدل آمفی‌تئاترهای باستانی، یک ساختار تئاتری اختصاصی با صندلی‌های جداگانه برای زنان نیز تأسیس شد. محبوبیت اجراهای تئاتری باعث شد که روحانیون عناصر تئاتری را به آیین‌های مذهبی کلیسا اضافه کنند.
پیشرفت‌های بزرگی در تمام زمینه‌ها پس از ترجمه کتاب مقدس (۴۱۰ میلادی) در ارمنستان صورت گرفت، از جمله در تئاتر. اما پیشرفت‌های فرهنگی ارمنستان در قرن هفتم به‌طور ناگهانی متوقف شد، زمانی که حملات عربی تمام روندهای پیشرفت را کند کرد. گرچه در قرون هشتم و نهم رکود فرهنگی وجود داشت، اما تئاتر همچنان باقی ماند و جان سالم به در برد. تاریخ‌نگاران ارمنی آن دوره حضور فعال تئاتر را تأیید می‌کنند. کاوش‌های باستان‌شناسی در قلعه کایتزون برت در استان لوری، مجسمه‌های متعددی از بازیگران و ماسک‌های حیوانات و پرندگان را کشف کرده است که توصیفات تاریخ‌نگاران را تأیید می‌کند.
در بخش‌های پایانی قرون وسطی، اجراهای تئاتری در مناطق واسپوراکان، آنی و کیلیکیه نیز به نمایش درآمدند. باور بر این است که گروه‌های تئاتری در جزیره آختامار نیز اجراهایی برگزار می‌کردند. در دیوارهای معبد آختامار از قرن دهم، دو نوع ماسک تئاتر ارمنی که نمایانگر کمدی‌های خانگی و شخصیت‌های دلقک بودند، به تصویر کشیده شده است.
در قرون یازدهم تا چهاردهم، تئاتر ارمنی به بهبود و تقویت سبک‌های دراماتیک خود در منطقهپادشاهی ارمنی کیلیکیه ادامه داد. تئاتر میم از افراط‌های جنسی خود پاکسازی شد، تئاتر تراژدی با استفاده از موضوعات حماسی غنی‌تر شد و تئاتر کمدی به نقد و استهزاء طبقات اجتماعی پرداخت. نخستین آثار باقی‌مانده از درام ارمنی، از جمله شعر دراماتیک هوهانس یرزنکاتسی و «کتاب آدم» آراکل سیونه‌تسی، نیز به این دوره بازمی‌گردند.
رکود در تئاتر ارمنی با سقوط آخرین پادشاهی مستقل ارمنستان، دودمان لوسیگنان کیلیکیه در سال ۱۳۷۵ آغاز شد.